# Джонатан Маккейн
Джонатан Маккейн (англ. Jonathan McKain, нар. 21 вересня 1982, Брисбен) — австралійський футболіст, що грав на позиції захисника.
Виступав, зокрема, за «Політехніку» (Тімішоара) та «Веллінгтон Фенікс», а також національну збірну Австралії.

## Клубна кар'єра
У дорослому футболі дебютував 1999 року виступами за «Брисбен Страйкерс», в якій провів чотири сезони, взявши участь у 65 матчах Національної футбольної ліги. Після цього Маккейн поїхав в Румунію, де два сезони виступав за столичний «Націонал» і три за «Політехніку» (Тімішоара). Більшість часу, проведеного у складі тімішоарської «Політехніки», був основним гравцем захисту команди.
2008 року Маккейн став гравцем новозеландського клубу «Веллінгтон Фенікс», що виступав у австралійській А-лізі. 15 січня 2010 року в поєдинку проти «Норт Квінсленд Ф'юрі» Маккейн забив свій перший гол за «Фенікс».
Влітку того ж року Джонатан відправився за 1,5 млн доларів в Саудівську Аравію, рік відігравши за «Аль-Наср» з Ер-Ріяда під керівництвом легендарного Вальтера Дзенги, після чого повернувся на батьківщину і підписав контракт з «Аделаїда Юнайтед». 9 жовтня 2011 року в матчі проти «Перт Глорі» Маккейн дебютував за «Аделаїду» і був обраний капітаном команди на сезон 2011/12, втім після 12 туру був замінений на Юджина Галековича.
У кінці 2014 року Маккейн перейшов в малайзійський «Келантан», де виступав протягом 2015—2016 років, після чого на початку 2017 року оголосив у своєму акаунті в Twitter про завершення своєї професіональної кар'єри після 17 років виступів, хоча і продовжив грати за аматорські нижчолігові австралійські команди.

## Виступи за збірні
Протягом 2001 року залучався до складу молодіжної збірної Австралії і виступав на молодіжному чемпіонаті світу 2001 року в Аргентині, де австралійці дійшли до 1/8 фіналу. Також Маккейн грав за команду U-23 на Олімпіаді-2004 в Афінах, і допоміг своїй команді досягти чвертьфіналу.
9 жовтня 2004 року дебютував в офіційних матчах у складі національної збірної Австралії в першому фінальному матчі Кубка націй ОФК 2004 року проти збірної Соломонових островів (5:1), вийшовши на заміну на 71 хвилині замість Лукаса Нілла. Маккейн зіграв і в матчі відповіді, теж вийшовши на заміну, і таким чином виграв з командою континентальну першість.
Цей результат дозволив збірній поїхати на Кубок конфедерацій 2005 року у Німеччині, в заявку на який потрапив і Маккейн. На турнірі він зіграв у матчах проти команд Аргентини, Німеччини та Тунісу. Втім австралійці всі ці три матчі програли і не вийшли з групи.
У 2011 році Джонатан потрапив до заявки національної команди на участь у Кубку Азії 2011 року у Катарі. На турнірі він був запасним і на поле так і не вийшов, але за підсумками змагань завоював срібну медаль.
У складі збірної був учасником розіграшу Кубка конфедерацій 2005 року у Німеччині, кубка Азії з футболу 2011 року у Катарі, де разом з командою здобув «срібло».
Всього протягом кар'єри у національній команді, яка тривала 8 років, провів у її формі 16 матчів.

## Досягнення
- Переможець Молодіжного чемпіонату ОФК: 2001
- Володар Кубка націй ОФК: 2004
- Срібний призер Кубка Азії: 2011